# Борзя (місто)
Бо́рзя (рос. Борзя) — місто, центр Борзинського району Забайкальського краю, Росія. Адміністративний центр Борзинського міського поселення.

## Географія
Місто розташовано на річці Борзя (басейн Амура), за 389 км від Чити.

## Історія
Засноване в 1899 році як поселення будівельників залізниці та залізничної станції Борзя. В 1900 році селищу надано назву Суворовський у пам'ять про російського полководця Олександра Суворова, однак нова назва не прижилась, за селищем збереглась назва станції.

## Населення
Населення — 31379 осіб (2010; 31460 у 2002).

## Господарство
У місті відбувається видобуток бурого вугілля (розріз «Харанорський»), діють маслозавод, м'ясокомбінат, локомотивне депо.
У Борзі розташований штаб 36-ї загальновійськової армії.
Поблизу міста — Даурський заповідник.

## Відомі особистості
У поселенні народились:
- Асатіані Георгій Іраклійович (1914—1977) — грузинський радянський режисер та оператор документального кіно.
- Гвоздікова Наталія Федорівна (нар. 1948) — радянська і російська актриса.
- Салманова Олена Юріївна (нар. 1969) — український правник.
- Сергачов Віктор Миколайович (1934—2013) — російський актор.